# Август Паулі
Август Фрідріх Паулі (з 1841 von Pauly, нар. 9 травня 1796 у Бенінген-ам-Неккар поблизу Людвігсбурга — пом. 2 травня 1845 у Штутгарті) — німецький класичний філолог.

## Доробок

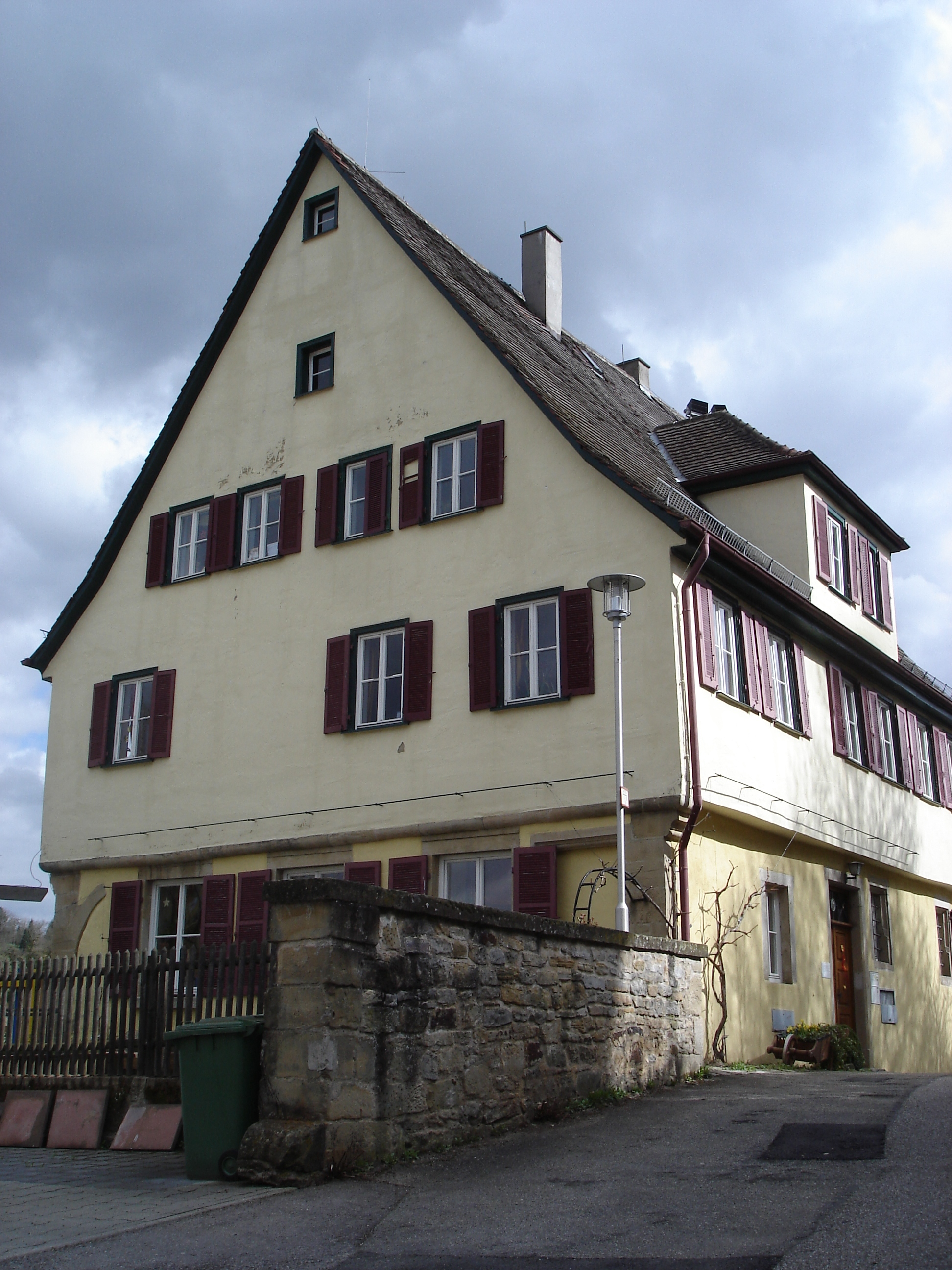
Будинок священика в Беннінгені, де народився Паулі

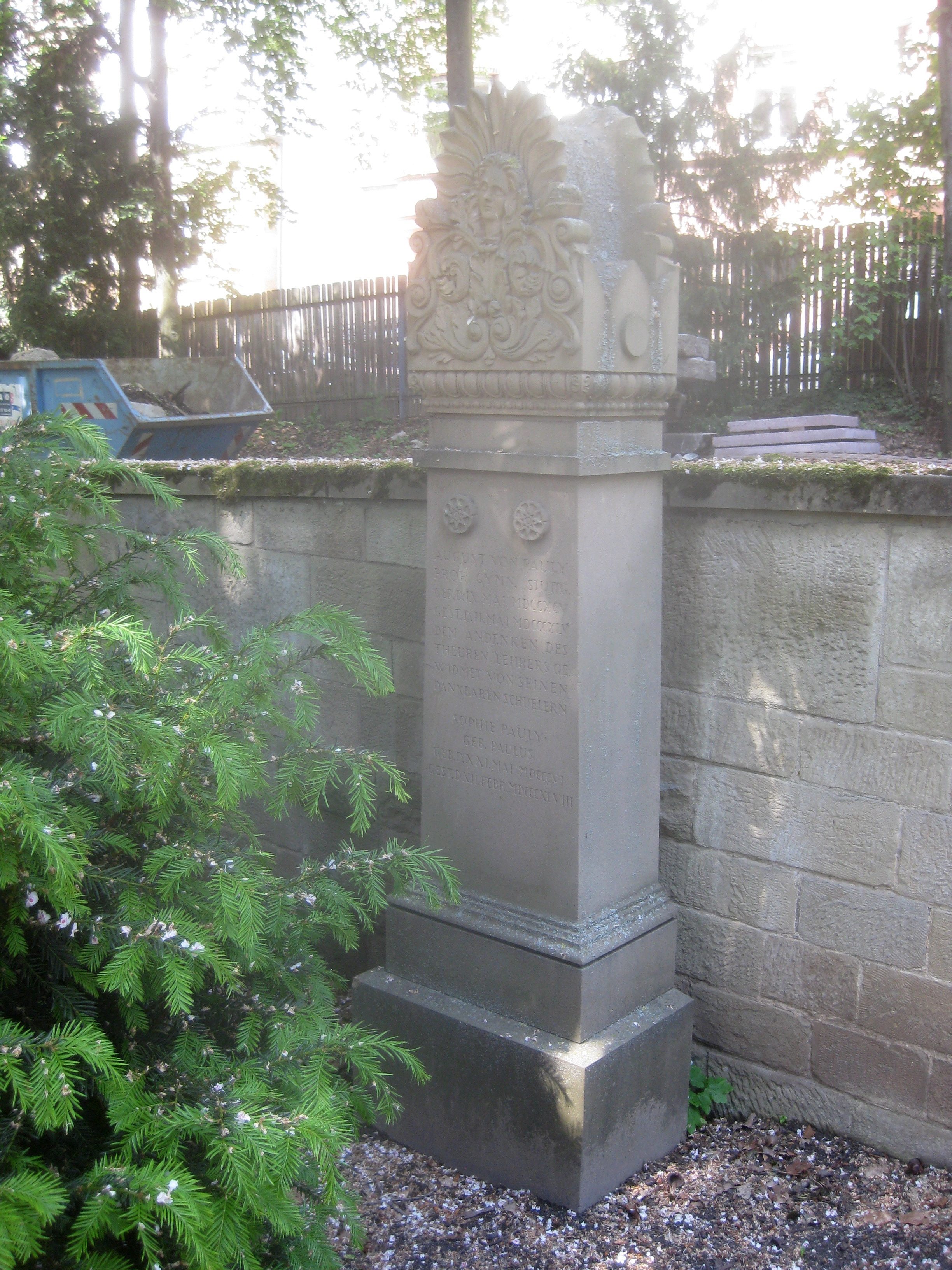
Могила на кладовищі Фангельсбах, секція 07.

Головною працею Паулі є Реальна енциклопедія класичної античності в алфавітному порядку, яку він публікував з 1837 року і яка також була названа на його честь. Паулі помер у 1845 році, не встигши завершити свою роботу; Ернст Крістіан Вальц і Вільгельм Зігмунд Тойффель виконували цю роль протягом наступних семи років. Це перше видання складалося з шести томів. Друге видання було розпочато між 1861 і 1866 роками, але так і не було завершене. (Нове видання праці підготував Георг Вісова, відтоді його також називають Pauly-Wissowa . Його скорочена версія — Der kleine Pauly, яка вийшла в п'яти томах з 1964 по 1975 рр. Енциклопедія була оновлена та фундаментально переглянута в 1996—2003 рр. під назвою Der Neue Pauly.)
Крім того, з 1827 по 1832 рік в перекладі Паулі були опубліковані твори Лукіана у 15 томах у серії «Грецькі прозаїки в нових перекладах».
Будучи членом Королівського статистично-топографічного бюро, Август Фрідріх Паулі написав кілька описів районів як частину регіонального опису Вюртемберга. У 1841 році він став кавалером ордена Вюртемберзької корони.